# Monon de Nassogne
Saint Monon ou Muno, né vers 600 en Écosse (ou Irlande) et mort (assassiné) en 645 près de Nassogne (Belgique), était un moine ermite vivant dans la forêt d'Ardenne.  Il est considéré comme martyr et est liturgiquement commémoré le 18 octobre (dans le diocèse de Namur).

## Biographie
Peu de chose est connu de sa vie. Issu de famille probablement aisée, il est éduqué dans la foi chrétienne.  Encore jeune, il décide de se faire moine. Il aurait perçu dans un songe l'appel que Dieu lui adressait de se rendre en Gaule, dans la forêt d'Ardenne, pour y évangéliser ses habitants. Ce message lui revenant en trois nuits consécutives, Monon est convaincu qu'il s'agit bien de la volonté de Dieu, et il part pour la Gaule.
Après un séjour de quelques mois auprès de l'évêque de Tongres Jean l'Agneau, le jeune moine s'installe à un endroit dans la forêt, Fridier, que lui avait indiqué l'ange. Il y construit un ermitage et une chapelle. 
La nouvelle de la présence du saint ermite se répand et sa renommée fait qu'il reçoit de nombreux visiteurs qui demandent le baptême. Cela déplait à ceux dont les cultes païens sont la source de revenu. D'après une tradition, Monon est assassiné par des habitants du village de Forrières, voisin de Nassogne, parce qu'il aurait renversé leurs idoles païennes. D'autres sources affirment simplement qu'il fut victime de brigands auxquels il reprochait leur mauvaise vie. La date de sa mort est à placer entre 630 et 645.

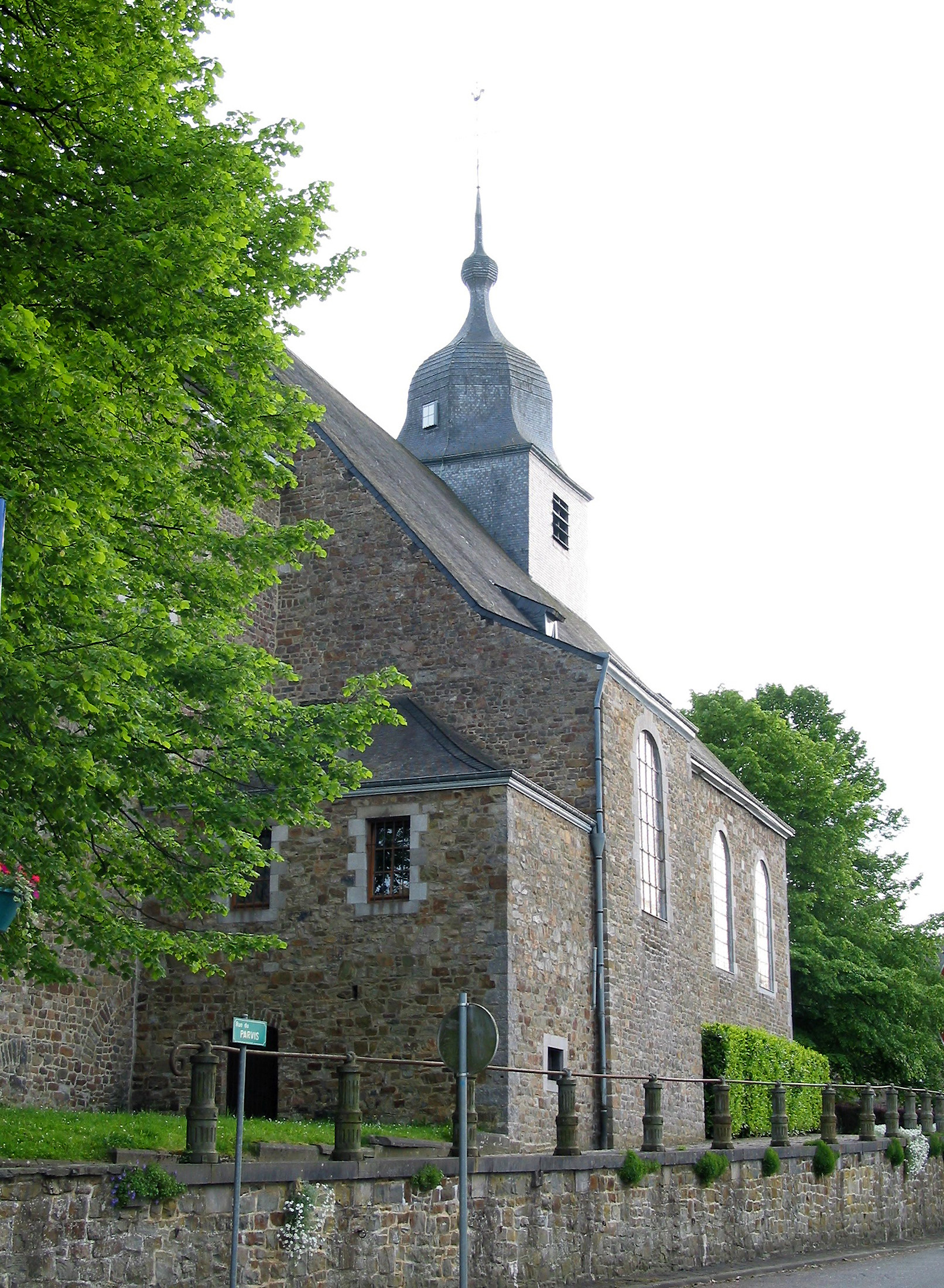
Collégiale Saint-Monon (XVIIe /XVIIIe siècles).

## Vénération et culte
La dépouille mortelle de Monon est placée dans son oratoire qui devient rapidement lieu de pèlerinage. Miracles et conversions s’y produisent. L’ancien ami et évêque de Tongres, Jean l'Agneau, fait élever à Nassogne une église dédiée à la Vierge. Les restes de Monon y sont transportés.
Un siècle plus tard le culte de saint Monon est déjà fort répandu au point que Pépin le Bref (714-768),  père de Charlemagne, visite les lieux. La généreuse donation qu’il fait permet de construire une nouvelle église qui, financièrement fondée, a son chapitre de chanoines et devient ainsi «collégiale». 
Dans cette région largement agricole saint Monon est invoqué comme protecteur des fermiers, des animaux de la ferme et des récoltes. Au XVIIe siècle une confrérie voit le jour qui est approuvée par Grégoire XV. Elle disparaît dans la tourmente de la Révolution française, en même temps que le chapitre de la collégiale. La confrérie de Saint-Monon est rétablie en 1911 par Mgr Heylen, évêque de Namur.
Le grand pèlerinage à saint Monon, dit « des Remuages », a lieu à Nassogne tous les ans le dimanche qui suit la fête de l’Ascension. La châsse contenant les reliques du saint est portée en procession à la chapelle Saint-Monon, lieu présumé de son assassinat, avant d’être ramenée à la collégiale. 

## Conflit entre Forrières et Nassogne
Ainsi se raconte l’histoire (la légende?) du conflit entre les deux villages de Forrières et Nassogne (dans la province de Luxembourg, en Belgique), autour de la personne de saint Monon : « Un village voisin de Nassogne, Forrières, possédait des croyances païennes. À l'ouest de Forrières, se trouvait un lieu de culte fait de 6 tables disposées en cercle et fabriquées chacune d'elles avec 3 dolmens. En ce lieu, dit des "pierres du diable", les druides s'adonnaient à des pratiques païennes. Lors du passage à Forrières de l’ermite Monon, celui-ci provoqua les habitants et retourna à Nassogne. Il revint accompagné de Nassognards afin de détruire les ‘pierres du diable’ qui représentaient une abomination et un obstacle à l'expansion du christianisme. Outrés par ce geste, les habitants de Forrières montèrent à Nassogne et décapitèrent Monon avec une serpe ».

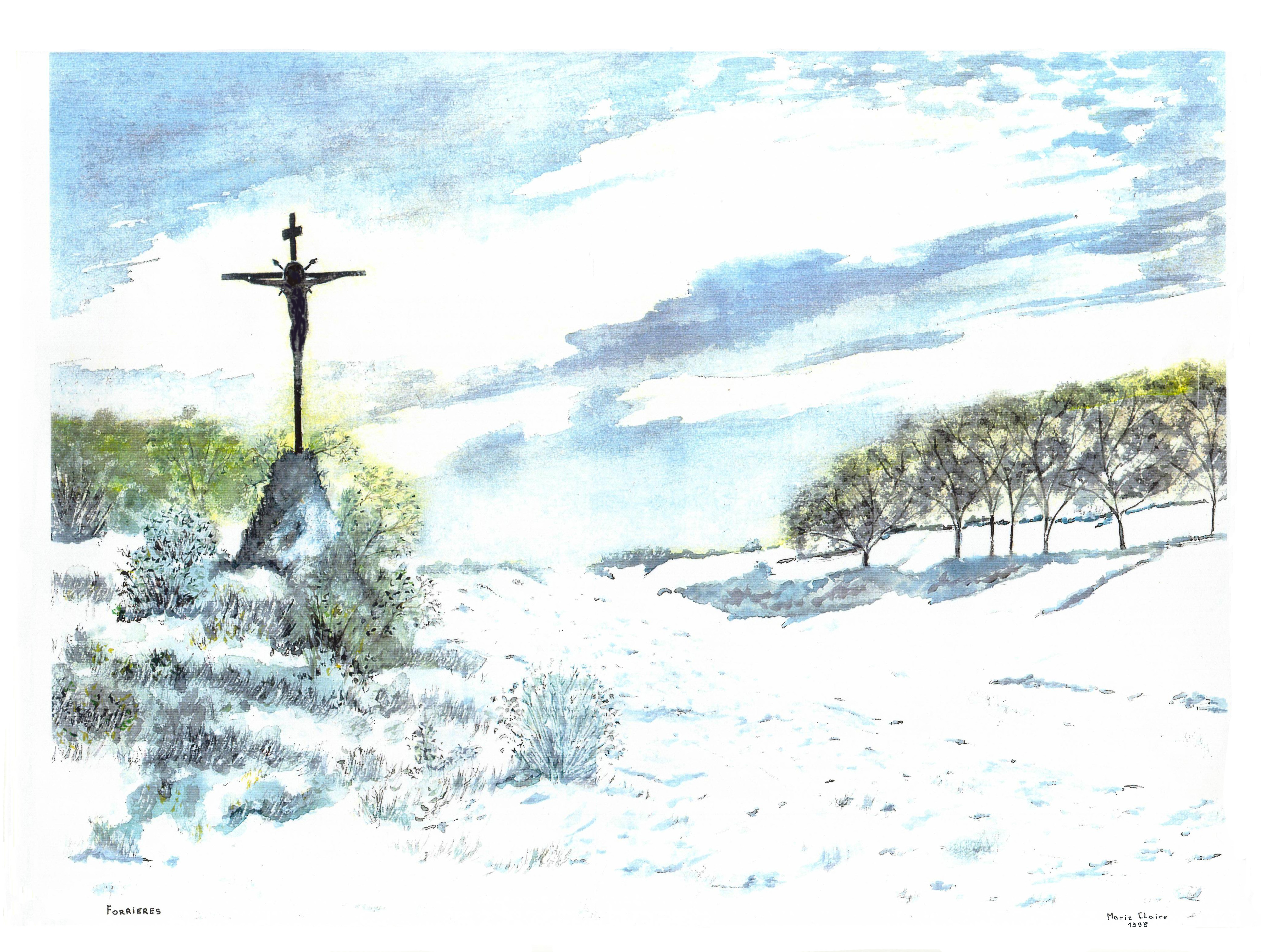
"Les Pierres du Diable" - Aquarelle de Marie-Claire Lefébure.

Depuis, l'histoire se transmet de génération en génération et fut la source de diverses confrontations entre ces deux villages. Les Nassognards ont toujours démenti leur implication dans la destruction du lieu de culte de Forrières. 
Aujourd’hui, les recherches historiques et les enquêtes rassemblées dans l’ouvrage  Trois hauts lieux de l’Ardenne dans l’histoire par Willy Lassance, le spécialiste de l’archéologie, du folklore et de l’histoire de la région, permettent de clarifier quelque peu les circonstances et les faits. L’historien en est arrivé à la conclusion que cette légende a fait porter l’opprobre sans raison sur les Forrièrois pendant treize cents ans.